# Bisdom Reggio Emilia-Guastalla
Het bisdom Reggio Emilia-Guastalla (Latijn: Dioecesis Regiensis in Aemilia-Guastallensis; Italiaans: Diocesi di Reggio Emilia-Guastalla) is een in de Italiaanse provincie Reggio Emilia (regio Emilia-Romagna) gelegen rooms-katholiek bisdom met zetel in de stad Reggio Emilia. Het bisdom behoort tot de kerkprovincie Modena-Nonantola, en is, samen met de bisdommen Carpi, Fidenza, Piacenza-Bobbio en Parma suffragaan aan het aartsbisdom Modena-Nonantola.

## Geschiedenis
Het bisdom Reggio Emilia werd opgericht in de 1e eeuw. Het was suffragaan aan het aartsbisdom Milaan. In de 7e eeuw werd het suffragaan aan het aartsbisdom Ravenna en op 10 december 1582 aan het aartsbisdom Bologna. Op 22 augustus 1855 werd het suffragaan aan het aartsbisdom Modena (en Nonantola).
Op 30 september 1986 werd het bisdom door de Congregatie voor de Bisschoppen met het decreet Instantibus votis samengevoegd met het bisdom Guastalla.

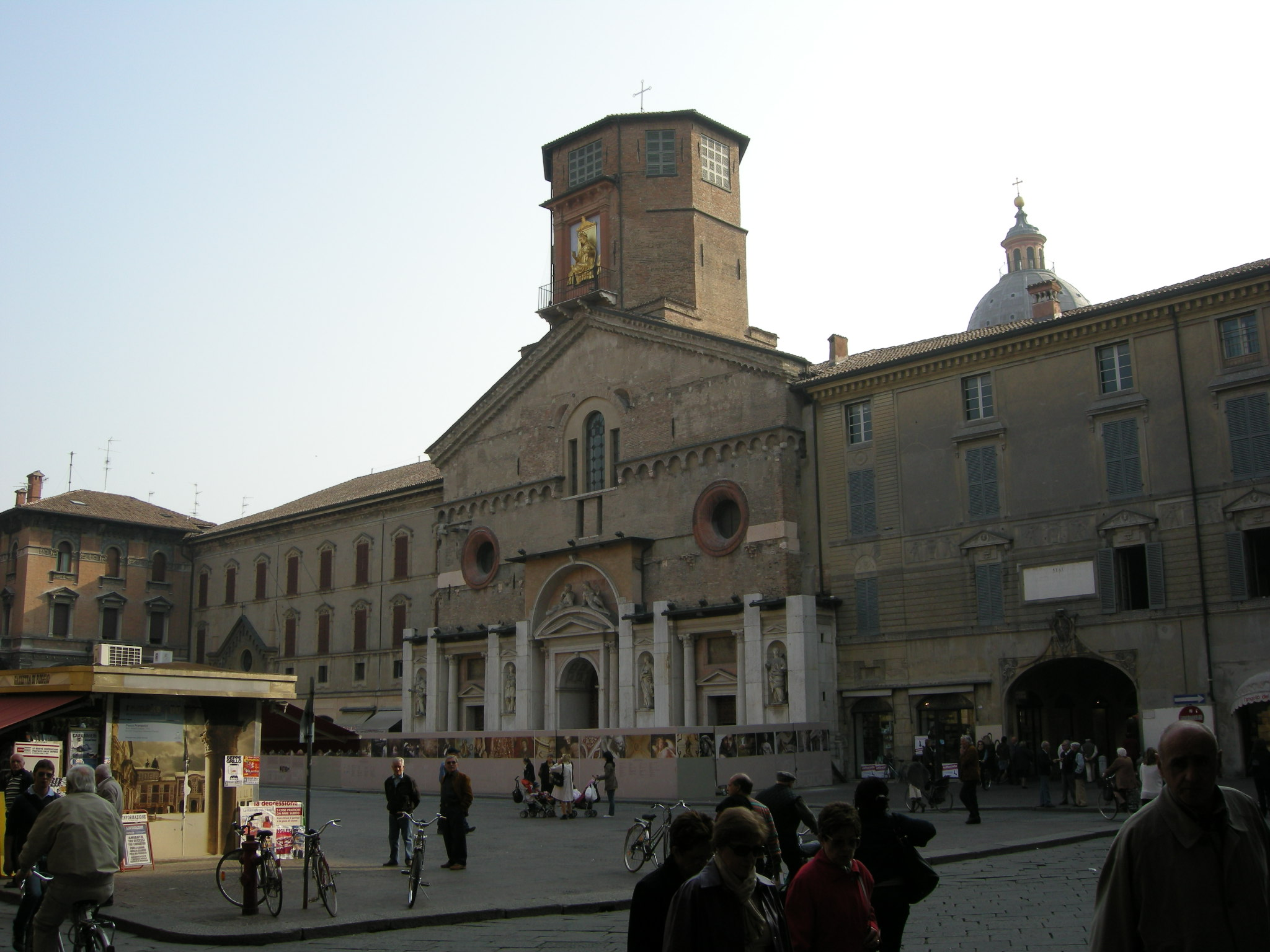
Kathedraal van Reggio Emilia
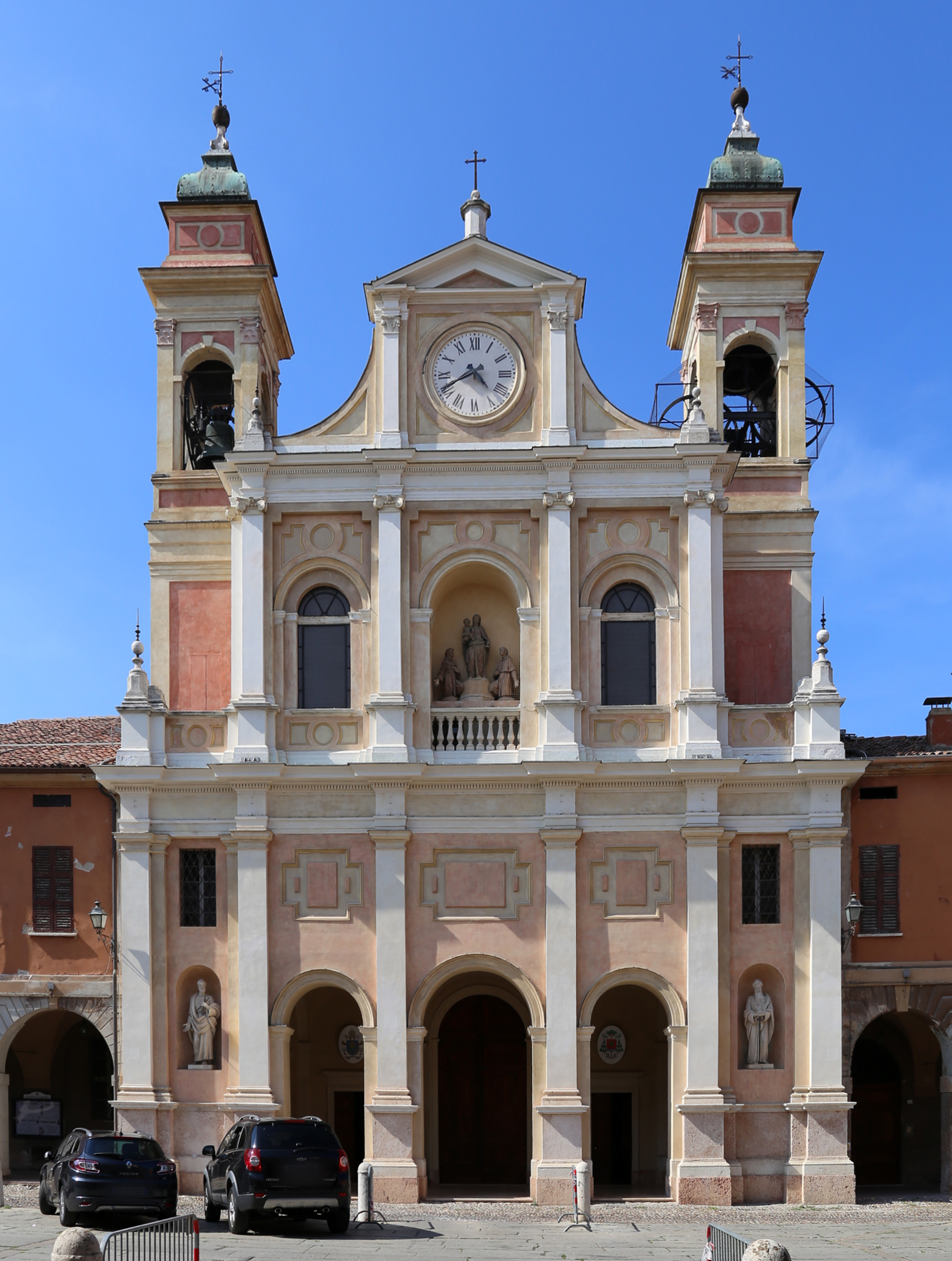
Cokathedraal van Guastalla